# ヴァイオリンソナタ第35番 (モーツァルト)
ヴァイオリンソナタ第35番 ト長調 K.379(373a)は、ヴォルフガング・アマデウス・モーツァルトが作曲した35番目のヴァイオリンソナタである。K.55～K.61までの偽作（K.61はヘルマン・フリードリヒ・ラウパッハの作品）を除けば第27番である。

## 概要
1781年の4月7日頃にウィーンで作曲されたソナタで、弟子のアウエルンハンマーに献呈したヴァイオリンソナタの1曲である。モーツァルトは父レオポルトに宛てた手紙（4月8日付）の中で、「昨日、11時から12時の間にヴァイオリンの助奏を持つソナタを作曲しました。とても疲れているため、ブルネッティのために助奏声部だけを書いて、ピアノ・パートは暗記しておきました」とこのヴァイオリンソナタ（K.379）に関する記述が書かれている。
のちにこのソナタは、ブルネッティのヴァイオリンとモーツァルトのピアノによって、4月8日にルドルフ・ヨーゼフ・コロレード伯爵邸のコンサートで初演された。

## 構成
3楽章から成り、演奏時間はすべての反復記号を実施すれば約24分。
第1楽章 アダージョ　変則的ソナタ形式。　提示部は通例通り反復される。34小節から49小節が展開部となるが再現部を欠き切れ目なく同主短調の第2楽章へと続く。
第2楽章　アレグロ　ト短調のソナタ形式。提示部、展開部～再現部、ともにも反復の指示あり。
第3楽章 主題と変奏（アンダンティーノ・カンタービレ）
　主題と5つの変奏で構成される変奏曲形式の楽章である。なお第5変奏の後にはアレグレットの主題となって戻ってくる。